# Rathmines
Rathmines (Ráth Maonais en irlandais) est un faubourg situé à 3 kilomètres au sud du centre-ville de Dublin. Il commence du côté sud du Grand Canal d'Irlande et s'étend le long de Rathmines Road jusqu'à Rathgar et Dartry au sud, jusqu'à Ranelagh à l'est et Harold's Cross à l'ouest.

## Nom
Rathmines est un anglicisme de l'irlandais Ráth Maonais, qui signifie Fort de Maones (parfois Maoghnes). Comme beaucoup de zones environnantes il provient d'une structure fortifiée (un ráth ou ringfort) qui aurait été le centre d'activité civique et commerciale à la suite de l'invasion normande de l'Irlande au XIIe siècle. Rathgar, Baggotrath and Rathfarnham sont les exemples suivants de noms de lieux dérivant d'une origine similaire.

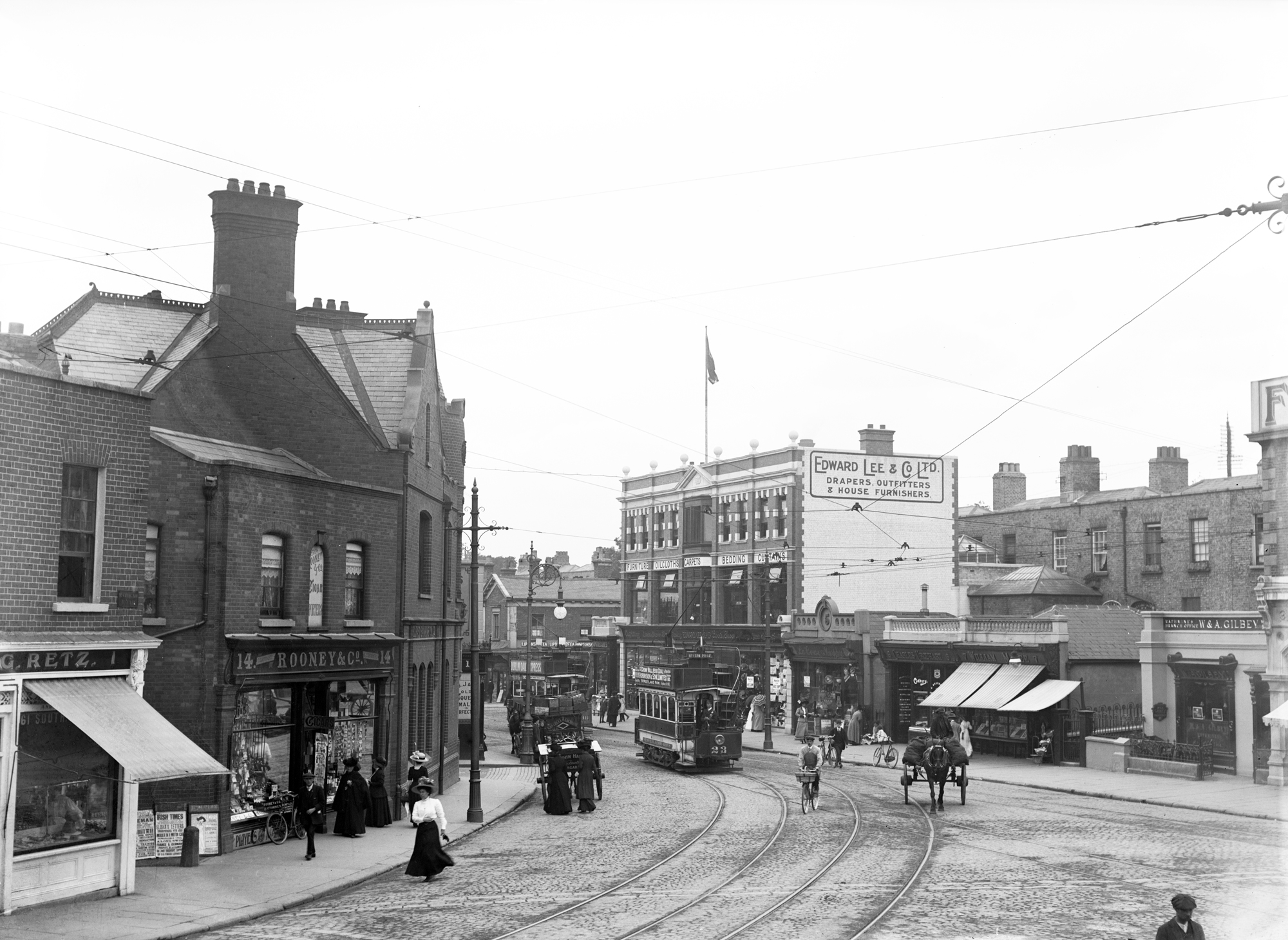

## Histoire
Rathmines a une longue histoire depuis le XIVe siècle. À cette époque, Rathmines et l'arrière-pays environnant faisaient partie des terres ecclésiastiques appelées Cuallu ou Cuallan. Ceci se reflète dans le nom d'un lieu proche appelé Cullenswood. Cuallu est mentionné dans les enquêtes locales de 1326 en tant qu'élément de la ferme de Saint Sepulchre. Il y a des preuves que les alentours du fort étaient habités dès 1350.
Plus récemment, Rathmines était une banlieue peuplée de riches et puissantes personnes fuyant les conditions de vie déplorables de Dublin au milieu du XIXe siècle.
Rathmines est situé sur un emplacement qui domine la ville et donne accès aux collines du sud et de l'ouest de Dublin. Caractérisé par une longue avenue Rathmines Road Lower de 800 mètres de long partant du Grand Canal d'Irlande dans la continuité du Portobello Bridge et allant jusqu'à l'ancien l'hôtel de ville. Rathmines s'étend de Kimmage, à l'ouest, à Donnybrook, à l'est, et est très bien desservi par les transports en commun (bus et Luas).
Rathmines fait partie de la Baronnie d'Uppercross, une des nombreuses baronnies entourant la vieille ville de Dublin, entouré comme il l'était par des murs, dont certains sont encore visibles. 
Rathmines est plus connu historiquement pour une bataille sanglante qui eut lieu en 1649 durant la Conquête cromwellienne de l'Irlande entraînant à la mort jusqu'à 5 000 personnes. La bataille de Rathmines prit place le 2 août 1649 et a mené au cheminement des forces royalistes en Irlande peu de temps après. Certains comparent la bataille de Rathmines - parfois appelée bataille de Baggotrath - comme étant l'équivalent, en importance politique, de la bataille de Naseby pour les Anglais.
C'est sur Dartry Road, à Rathmines, qu'eut lieu le meurtre controversé du membre de Timothy Coughlin, membre de l'Armée républicaine irlandaise, par Sean Harling un indicateur de la police, le soir du 28 janvier 1928.

## Divers
Rathmines est bien connu pour ses casernes Cathal Brugha Barracks (qui étaient appelées dans le passé Portobello Barracks) qui est le lieu de stationnement de nombreuses unités de l'Armée Irlandaise (ou Arm na hÉireann) incluant le 2d Infantry Battalion. Pour plus d'informations sur l'histoire des Cathal Brugha Barracks visitez cette page en anglais .
Un autre lieu bien connu est l'église Mary Immaculate Refuge of Sinners avec son dôme de cuivre proéminent.

## Rathmines aujourd'hui
Rathmines s'est développé commercialement et démographiquement et est bien connue depuis les années 1930 à travers l'Irlande comme proposant des logements aux loyers raisonnables pour les jeunes fonctionnaires et les étudiants en troisième cycle. Plus récemment Rathmines a diversifié son parc de logements et de nombreuses habitations ont été rénovées grâce au boom économique des années 1990 et 2000. Rathmines est néanmoins cosmopolite et a toujours été un lieu regroupant de nouvelles communautés immigrées et diverses minorités ethniques.

## Municipalité de Rathmines
Un des bâtiments les plus importants de Rathmines est le Rathmines Town Hall, ou mairie de Rathmines, avec son horloge. Ce bâtiment qui, est maintenant occupé par le Rathmines Senior College, a par le passé logé le conseil municipal composé d'hommes d'affaires locaux et d'autres figures éminentes. La municipalité de Rathmines a été créée par une loi parlementaire (Act of Parliament) en 1847, puis a été étendu plus tard pour englober Rathgar, Ranelagh, Sandymount et Milltown. La municipalité était initialement uniquement responsable du système sanitaire mais ses pouvoirs ont été étendus avec le temps pour couvrir la plupart des fonctions d'administration territoriale.
Rathmines a été intégré au sein de la municipalité de Dublin en 1930, et ses prérogatives reprises par l'administration territoriale de Dublin (Dublin Corporation, maintenant connu sous le nom de Dublin City Council).  Rathmines est toujours une circonscription de la ville de Dublin qui élit quatre conseillers municipaux.

## Personnalités liées
- Lily Williams, (1874-1940), artiste peintre, y naquit
- Mary Cosgrave (1877-1941), travailleuse social et politicienne locale irlandaise, y mourut.
- Kathleen Cruise O'Brien (1886-1938), suffragiste, défenseuse de la langue irlandaise et enseignante, y mourut.
- Dorothy Blackham (1896-1975), peintre irlandaise, y est née.

## Faubourgs avoisinants
- Portobello (nord)
- Ranelagh (est)
- Donnybrook (est)
- Milltown (sud-est)
- Dartry (sud)
- Rathgar (sud-ouest)
- Terenure (sud-ouest)
- Kimmage (sud-ouest)
- Harold's Cross (ouest)